# Brazos Bend (Texas)
Brazos Bend es una ciudad ubicada en el condado de Hood en el estado estadounidense de Texas. En el Censo de 2010 tenía una población de 305 habitantes y una densidad poblacional de 123,57 personas por km².

## Geografía
Brazos Bend se encuentra ubicada en las coordenadas 32°28′37″N 97°45′39″O / 32.47694, -97.76083. Según la Oficina del Censo de los Estados Unidos, Brazos Bend tiene una superficie total de 2.47 km², de la cual 1.62 km² corresponden a tierra firme y (34.52%) 0.85 km² es agua.

## Demografía
Según el censo de 2010, había 305 personas residiendo en Brazos Bend. La densidad de población era de 123,57 hab./km². De los 305 habitantes, Brazos Bend estaba compuesto por el 94.1% blancos, el 1.97% eran afroamericanos, el 0.33% eran amerindios, el 2.3% eran asiáticos, el 0% eran isleños del Pacífico, el 0% eran de otras razas y el 1.31% pertenecían a dos o más razas. Del total de la población el 3.93% eran hispanos o latinos de cualquier raza.